# 厄尔布鲁士山
厄尔布鲁士山（羅馬化：Elbrus，羅馬化：Miñi taw，發音：[miŋŋi taw] ⓘ，羅馬化：'uaşhəmaxuə）位于俄罗斯西南部的高加索山脉，属于高加索山系的大高加索山脉的博科沃伊支脉，是休眠火山，靠近格鲁吉亚。厄尔布鲁士山的最高峰是俄罗斯的最高点，大多数观点认为也是歐洲第一高峰。本山主要有东西二峰，西峰最高，海拔5,642（18,510英尺），东峰海拔5,621（18,442英尺）。

## 地理
厄尔布鲁士山北偏东65公里处为俄罗斯的基斯洛沃茨克，南面20公里处为格鲁吉亚的高加索地区。厄尔布鲁士山的雪线，北坡在海拔3200米，南坡则在3500米。周围有77大小条冰川，总面积140平方千米。冰川溶水，使周围形成了众多的河流。冬季结束后，雪线以上的积雪深度通常在30-60厘米，有时达到3米。厄尔布鲁士山附近有巴克山山谷、Donguzorun山谷、Yusengi山谷、Adylsu山谷、伊里克山谷、Adyrsu山谷、Kyrtyk山谷、SyItransu山谷等。